# Chondrenchelyidae
Die Chondrenchelyidae ((Gr.) enchelys = "Aal" - also: Knorpelaale) sind eine Familie kleiner Knorpelfische, die nur im Unterkarbon lebten und dann ausstarben. Fossilien der Familie wurden in Europa und Nordamerika, unter anderem im Bear-Gulch-Kalkstein gefunden.

## Äußere Systematik
Die Chondrenchelyidae sind die einzige Familie der Ordnung Chondrenchelyiformes, die zu der Knorpelfischunterklasse Holocephali gehört. Wahrscheinlich sind sie mit den rezenten Seekatzen (Chimaeriformes) verwandt, mit denen sie in die Zahnplatten tragende Überordnung Holocephalimorpha vereint werden. 

## Merkmale
Die Gattungen der Chondrenchelyidae wurden nur 10 bis 15 cm lang. Sie hatten eine langgestreckte, hinten zugespitzten Körper, der von einem aus zusammengewachsener Rücken-, Schwanz- und Afterflosse bestehenden Flossensaum umgeben war. Ihr Kopf war länglich, die Augen relativ groß, das Maul leicht unterständig. Charakteristisch für die Familie sind die zweizeiligen Brustflossen, an deren zentrale knorpelige Achse zu beiden Seiten Radialia saßen. Sie entsprächen somit ganz dem von Carl Gegenbaur geforderten Urtyp aller Paarflossen, dem "Archipterygium" - wäre diese Theorie (mit der er die Flossen von Kiemenbogen ableiten wollte) nicht längst aufgegeben. Die "Archipterygien" (wie bei Neoceratodus forsteri) sind Anpassungen ans Umherkriechen im Phytal.

## Gattungen
- Chondrenchelys
- Harpagofututor
- Platyxystrodus